# Beas de Granada
Beas de Granada – gmina w Hiszpanii, w prowincji Grenada, w Andaluzji, o powierzchni 23,2 km². W 2011 roku gmina liczyła 1031 mieszkańców.
Tutaj urodził się Alhambra Nievas, zawodnik i sędzia Rugby Union.